# 田祖恩
田祖恩（1928年—2019年12月7日），山东龙口人，中国精神医学专家、精神科泰斗、首都医科大学附属北京安定医院司法精神医学的奠基人，曾打破有病无罪论。

## 生平
1949年毕业于北京市立二中高中。1955年从北京医学院毕业后到北京安定医院从事精神卫生工作。